# Condé Nast
Condé Nast (/ˌkɒndeɪˈnæst/) là một công ty truyền thông đại chúng Mỹ được Condé Montrose Nast thành lập vào năm 1909 và thuộc sở hữu của Advance Publications. Công ty có trụ sở tại tòa nhà One World Trade Center ở New York và tòa nhà The Adelphi ở Luân Đôn. Các nhãn hiệu truyền thông của công ty, trong đó có Vogue, The New Yorker, GQ, Glamour, Architectural Digest, Vanity Fair, Pitchfork, Wired và Bon Appetit, được tiêu thụ bởi 81 triệu khách hàng trên định dạng in giấy, 366 triệu khách hàng trên định dạng số và 384 triệu khách hàng trên các mạng xã hội.
Từ tháng 4 năm 2019, vị trí giám đốc điều hành của Condé Nast được Roger Lynch đảm nhận. Anna Wintour, tổng biên tập tạp chí Vogue Mỹ, đóng vai trò là giám đốc nghệ thuật tại Mỹ cũng như cố vấn nội dung toàn cầu của Condé Nast. Năm 2011, công ty thành lập studio Condé Nast Entertainment để sản xuất phim điện ảnh, chương trình truyền hình cũng như các nội dung số và thực tế ảo.

## Ấn phẩm đang phát hành
| - Allure - Architectural Digest - Bon Appétit - Condé Nast Traveler - GQ - The New Yorker - Vanity Fair - Vogue - Wired | - Ars Technica - Backchannel - Epicurious - Glamour - Pitchfork - them. - Teen Vogue |

## Ấn phẩm đã ngưng phát hành
| - Cargo - Cookie - Details - Elegant Bride - Golf for Women - Golf Digest - Gourmet - Jane - Lucky - Mademoiselle | - Men's Vogue - Modern Bride - NowManifest (blog) - Portfolio Magazine - Style.com - Vitals Men - Vitals Women - World of Hibernia - WomenSports - YM |